# Mycalesis goloides
Mycalesis goloides är en fjärilsart som beskrevs av Embrik Strand 1913. Mycalesis goloides ingår i släktet Mycalesis och familjen praktfjärilar. Inga underarter finns listade i Catalogue of Life.